# Bougival
Bougival est une commune française située dans le département des Yvelines en région Île-de-France. Ses habitants sont appelés les Bougivalais.
Cette commune est située à l'est de Saint-Germain-en-Laye et au nord de Versailles, sur la rive gauche de la Seine, à une vingtaine de kilomètres à l'ouest de Paris. D'à peine plus de 20 m d'altitude au niveau des écluses, cette rive s'élève jusqu'à plus de 110 m vers la gare de Bougival et comporte une partie de la forêt domaniale de Louveciennes.
La commune était autrefois divisée en deux parties distinctes et indépendantes, Bougival et La Chaussée-Charlevanne. Si l'histoire de Bougival remonte au XIIIe siècle, Charlevanne était un hameau connu dès le IXe siècle et le territoire paraît avoir été habité depuis l'époque préhistorique. La population de la commune a connu une forte augmentation dans les années 1960-1970 et elle est relativement jeune au début du XXIe siècle, comparée au taux national.
Bougival présente de nombreux lieux et monuments qui montrent en particulier l'intérêt porté à ses cours d'eau ponctués d'îles, d'abord comme point de captage pour la machine de Marly, puis au XIXe siècle comme lieu de villégiature et de promenade, notamment pour les impressionnistes qui ont peint les bords du fleuve. En témoignent encore la « Datcha » construite dans les années 1870 par l'écrivain Ivan Tourgueniev, des tableaux comme La Seine à Bougival peint en 1876 par Alfred Sisley ou encore l'œuvre de Berthe Morisot qui passe là l'été en famille, dans sa maison de campagne, à partir de 1880. Au XXIe siècle, Bougival est restée une commune attrayante pour des célébrités comme Neymar Jr qui s'y installe en 2017.

## Géographie

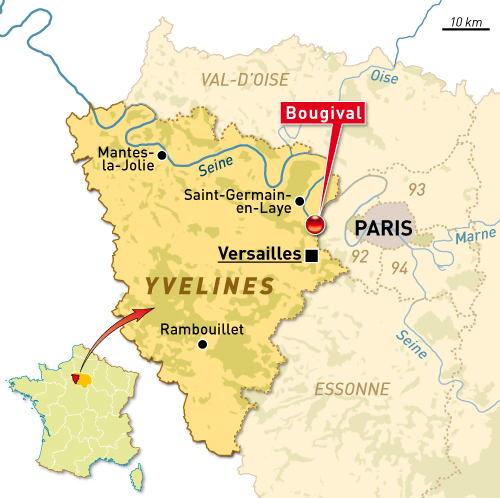
Situation de Bougival dans les Yvelines.

La commune de Bougival se trouve à environ sept kilomètres à l'est de Saint-Germain-en-Laye, sur la rive gauche de la Seine dans la concavité d'un méandre au débouché d'un vallon encaissé où coulait autrefois un ruisseau, - la Drionne -  qui est désormais enfoui sous l'avenue de la Drionne. Le territoire communal englobe une grande partie de l'île de la Chaussée ainsi que la pointe amont de l'île de la Loge. Entre les deux se trouvent les écluses de Bougival.
L'altitude de Bougival est extrêmement variable. La hauteur est de 23,73 m aux Écluses, l'église est à 29,50 m et le point culminant se trouve aux environs de la gare.
Les communes limitrophes sont Rueil-Malmaison à l'est, La Celle-Saint-Cloud au sud, Louveciennes à l'ouest et Croissy-sur-Seine au nord sur la rive droite de la Seine.
Le sol est généralement calcaire.
Elle est desservie par la D 113 anciennement Route nationale 13 qui longe le fleuve et par la route départementale D 321 d'orientation nord-sud. Cette dernière croise la précédente au droit du pont de Bougival qui assure la liaison avec Croissy-sur Seine.
Sur le plan ferroviaire, la commune dispose d'une gare sur la ligne qui relie Paris-Saint-Lazare à Saint-Nom-la-Bretèche ; elle est située sur la commune de La Celle-Saint-Cloud.
Le territoire est très fortement urbanisé mais compte encore des espaces naturels boisés notamment dans sa pointe sud-ouest, une partie de la forêt domaniale de Louveciennes et, à l'est, le domaine de la Jonchère (ou colline de la Jonchère) sur les pentes tournées vers la Seine et jouxtant La Celle-Saint-Cloud, situé au sud de la Malmaison, ayant appartenu au général Bertrand, qui suivit Napoléon Ier à Sainte-Hélène.

### Transports et voies de communications

#### Réseau routier
Bougival est accessible par :
- La A 86 (sortie Rueil Malmaison) puis la D 113 (ancienne N 13) qui longe la Seine en direction de Saint-Germain-en-Laye.
- La A 13 (sortie Saint-Germain-en-Laye), puis la N 186 jusqu’à Port-Marly et la D 113 (ancienne N 13) jusqu’à Bougival.
- La D 321, de Versailles à Croissy.

#### Desserte ferroviaire
La desserte ferroviaire est assurée par la gare de Bougival, située sur le territoire communal de la Celle Saint-Cloud, sur la ligne L qui relie les gares de Paris-Saint-Lazare - Saint-Nom-la-Bretèche , via notamment La Défense.

#### Bus
La commune est desservie par la ligne 259 du réseau de bus RATP, par les lignes 27, 6280 (ancien 38), 54 et 55 du réseau de bus Grand Versailles  et par la ligne D du réseau de bus Argenteuil - Boucles de Seine.

#### Transport actif
Bougival est traversé par le GR 2, au fil de Seine, dont le tracé est alors désagréable puisqu'il suit la très passante D113, quittant ainsi les berges de Seine qui ne sont pas aménagées par la commune de Bougival pour la circulation douce. Le GR2 se poursuit heureusement rapidement sur l'autre rive par la traversée de la Seine au niveau du pont de Bougival.
Bougival a aménagé son centre-ville pour le transport actif, avec de larges trottoirs et des voies partagées entre automobiles et cyclistes.
En revanche, le chemin de halage en bord de Seine a pratiquement disparu et la piste cyclable qui suivent la Seine de Colombes à Rueil s'arrêtent brutalement à l'arrivée sur le territoire de Bougival, pour ne reprendre que plusieurs kilomètres en amont sur la commune de Port-Marly. La D 113 est de plus démunie de tout aménagement cyclable, rendant ainsi très dangereuse la circulation à bicyclette, Bougival constituant ainsi une sorte de cul-de-sac cycliste pour l'ensemble de la région. Il est possible de rejoindre la Paris-Londres sur l'autre versant de la Seine, mais la montée sur le pont de Bougival est très périlleuse pour les cyclistes.
La D 321 qui traverse l'ensemble de la commune est également démunie du moindre aménagement cyclable.

### Climat
Pour des articles plus généraux, voir Climat de l'Île-de-France et Climat des Yvelines.
En 2010, le climat de la commune est de type climat océanique dégradé des plaines du Centre et du Nord, selon une étude du CNRS s'appuyant sur une série de données couvrant la période 1971-2000. En 2020, Météo-France publie une typologie des climats de la France métropolitaine dans laquelle la commune est exposée à un climat océanique altéré et est dans la région climatique Sud-ouest du bassin Parisien, caractérisée par une faible pluviométrie, notamment au printemps (120 à 150 mm) et un hiver froid (3,5 °C).
Pour la période 1971-2000, la température annuelle moyenne est de 11,6 °C, avec une amplitude thermique annuelle de 14,8 °C. Le cumul annuel moyen de précipitations est de 647 mm, avec 10,6 jours de précipitations en janvier et 7,9 jours en juillet. Pour la période 1991-2020, la température moyenne annuelle observée sur la station météorologique la plus proche, située sur la commune de Toussus-le-Noble à 13 km à vol d'oiseau, est de 11,5 °C et le cumul annuel moyen de précipitations est de 677,0 mm,. Pour l'avenir, les paramètres climatiques de la commune estimés pour 2050 selon différents scénarios d'émission de gaz à effet de serre sont consultables sur un site dédié publié par Météo-France en novembre 2022.

## Urbanisme

### Typologie
Au 1er janvier 2024, Bougival est catégorisée grand centre urbain, selon la nouvelle grille communale de densité à sept niveaux définie par l'Insee en 2022.
Elle appartient à l'unité urbaine de Paris, une agglomération inter-départementale regroupant 407  communes, dont elle est une commune de la banlieue,,. Par ailleurs la commune fait partie de l'aire d'attraction de Paris, dont elle est une commune du pôle principal,. Cette aire regroupe 1 929 communes,.

## Toponymie

### Bougival
La forme la plus ancienne de Bougival  est Baudechisilovallis en 697, Beudechisilovalle, ou Beudechisilo valle, Bogival vers 1205 et 1223, Bachivallis vers 1208, Bogevaux, Bogivaut, Bogeval en 1223, Buchivallis en 1240, Burgivallis, Burgi Vallis[Quand ?], Bougivallis au XIVe siècle, Bachivalle en 1458.
Il s'agit d'une formation toponymique médiévale basée sur l'anthroponyme francique Baudegisil suivi de l'ancien français val « val, vallée », d'où le sens global de « val de Baudegisil ou Bodegiselus », ce qui revient au même.
Remarque : L'évolution phonétique Baudegisil- > Bougi- est régulière : amuïssement du [d] intervocalique, palatalisation de [g] et effacement de la syllabe -sil par haplologie. Les formes tardives Bachivallis ou  Bacchivallis correspondent à des latinisations médiévales fantaisistes.

### Micro-toponymie

#### Charlevanne
Charlevanne est un hameau connu dès le IXe siècle.
La première fois qu'il est fait état d'un lieu habité sur la commune, entre 811 et 829, c'est par un diplôme de Louis le Débonnaire qui déclare que Charles Martel, son bisaïeul, ayant fait construire une pêcherie dans la Seine sur le territoire de Ruel, dans le pays du Pincerais, il donne cette pêcherie à l'Abbaye de Saint-Germain-des-Prés et à son abbé Irminon. La charte indique les noms de Piscatoria et Venna. Ce même lieu est cité par le moine Aimoin, dans ses écrits sur les ravages des Vikings autour de Paris et qui cite le Karoli-Venna ou Karoli-Piscatoria.
Charlevanne est le même lieu que celui appelé La Chaussée, sur une île, protégée naturellement et alors sur le territoire de Rueil-Malmaison, Bougival n'étant pas, à cette époque, encore érigée en paroisse.

#### Marly-la-Machine
Marly-la-Machine est un petit hameau situé sur la rive gauche de la Seine, où fut construite sous Louis XIV, la machine de Marly,.
Dans sa toile Le Chemin de la Machine, Louveciennes, le peintre Alfred Sisley représente le chemin descendant la colline vers la Seine depuis Voisins-Louveciennes jusqu'au hameau de Marly-la-Machine et Bougival.

## Histoire

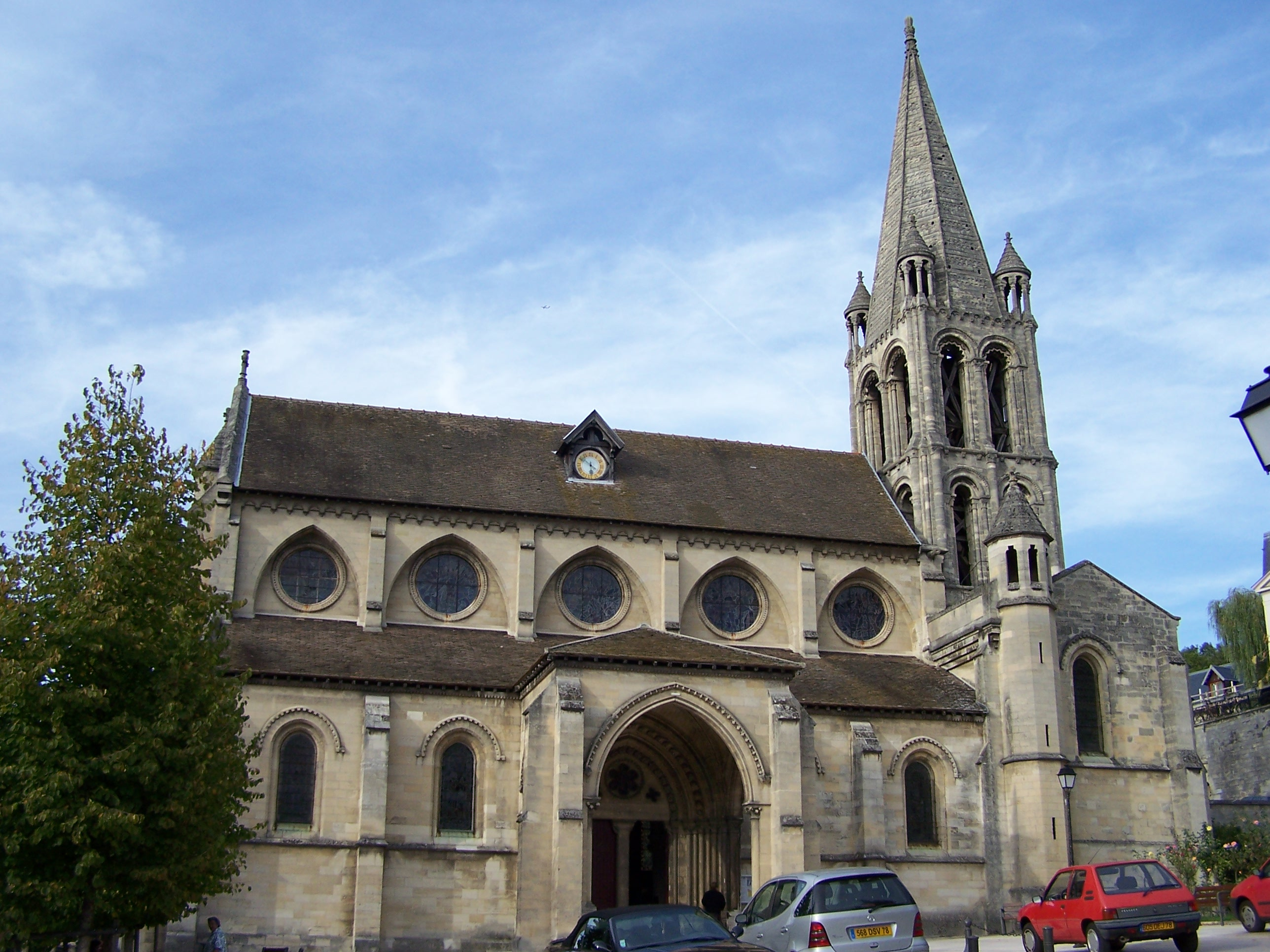
L'église Notre-Dame.

La commune de Bougival parait avoir été habitée depuis l'époque préhistorique car on y a retrouvé quelques haches et couteaux en silex taillés, en particulier sur les hauteurs.
De l'époque celtique, il ne reste que le souvenir du nom de Bog ou Boges. Il est possible de reconstituer l'histoire de Bougival à partir du VIIe siècle. Elle se nomme alors Beudechisilovalle, le nom Bougival apparaissant seulement au XIIIe siècle.
Le territoire actuel de la commune était autrefois divisé en deux parties distinctes et indépendantes : Bougival et La Chaussée-Charlevanne. Cette dernière était appelée plus simplement soit La Chaussée, soit Charlevanne.

### La Chaussée, Charlevanne
Si le territoire de Bougival est habité depuis fort longtemps, le lieu le plus ancien est sans nul doute le hameau de Charlevanne, habité bien avant Bougival. On y a trouvé des monuments et des documents qui font mention de Charlevanne avant le IXe siècle alors que Bougival apparait, seulement, à partir du XIIIe siècle.
Sur le bord de la Seine, le maire du palais, Charles Martel, fait construire un barrage et une vanne pour établir une pêcherie, dans un lieu nommé La Chaussée (un des premiers sens du mot est une « levée de terre pour retenir l'eau d'une rivière, ou d'un étang, pouvant servir de chemin de passage », en langue d’oïl, désigne un barrage sur un cours d'eau). Cette construction prit alors le nom de son fondateur, Caroli Venna, et le hameau où vivaient les pêcheurs s'appela Chaussée-Charlevanne ou plus simplement Charlevanne.
 Ce hameau grandit et un port s'y établit où débarquèrent en mars 845 une centaine de bateaux vikings conduits par Ragnar Lodbrok remontant la Seine pour piller Paris. Selon le récit du moine Aimoin, à l'arrivée de l'armée de Charles le Chauve, ils contournèrent l'île de la Loge et débarquèrent rive droite à la pêcherie de Croissy-sur-Seine où ils massacrèrent la population. Le lieu de débarquement fut par la suite nommé Malport ou Mauport en souvenir de ce débarquement.
Charles Martel construisit également à Charlevanne, au-dessus de l'endroit où se trouvera la machine de Marly, un grand château que les Normands prirent. Ils s'y fortifièrent et s'en servirent de point de ralliement afin de piller et ravager la région. Ce château fut ensuite habité par Rollon et l'on pense que ce pourrait être en cet endroit que le chef des Normands aurait établi un traité définitif avec Charles le Simple dont il obtint Gisèle en mariage avec la totalité de la Neustrie en dot.
Au XIe siècle, Robert le Pieux donna la dîme des vignes de Charlevanne à l'abbaye de Saint-Germain-des-Prés et fit don de la pêcherie à l'abbaye de Saint-Denis.
Au XIIe siècle, alors en guerre contre le roi d'Angleterre, Louis VI le Gros décide de construire, à Charlevanne, une forteresse afin de bloquer les incursions ennemies sur ce territoire. Sur l'insistance du prieuré de Saint-Germain-en-Laye, Louis VI abandonna ce projet et fit don aux moines des églises et de toutes les dîmes qu'il y avait dans la région.
En 1273, Philippe le Hardi abandonne ses droits de justice et accorde à l'abbaye de Saint-Denis la haute et basse justice sur l'ensemble des voiries et des maisons de Charlevanne.
Léproserie Sainte-Madeleine
Au début du XIIIe siècle, la léproserie Sainte-Madeleine est fondée, à cheval, sur les territoires de Bougival et de Charlevanne. On suppose qu'elle était très riche, car elle est destinée non seulement aux pauvres lépreux de Bougival et de Charlevanne mais aussi à ceux de 15 communes voisines. Lors du pillage de Charlevanne par les Anglais en 1346, la léproserie est épargnée. Elle existait encore en 1778 et dépendait du duc d'Orléans.
Le 25 frimaire an II (15 décembre 1793), la maison dite La Maladrerie de La Chaussée est vendue avec 2 jardins et 2 arpents de pré à Michel Gilles, portier à Paris pour la somme de 11 550 francs.
XIVe siècle
Il éclata des différends entre les deux abbayes de Saint-Germain des Prés et de Saint-Denis qui possédaient presque l'ensemble des fiefs de Charlevanne, de Rueil, de La Celle et de Croissy. Ces difficultés furent réglées par une sentence arbitrale en 1336.
En 1346, les Anglais s'avancèrent jusque sous les murs de Paris, pillèrent et brûlèrent Charlevanne et la région. Ce hameau réduit en cendres fut longtemps ruiné et désert et ne fut reconstruit que plusieurs siècles après.
Au XVe siècle, Geoffroy Cœur échanson de  Louis XI, est seigneur de La Chaussée. Après avoir appartenu à la famille Cœur, la seigneurie de La Chaussée, passe à la famille Briçonnet qui la possède jusqu'en 1719.
Au XVIe siècle, Gabrielle d'Estrée habita un pavillon à La Chaussée.
Aux XVIIe et XVIIIe siècles, le château servit souvent aux tabellions des environs pour leurs adjudications et ventes. Au milieu du XVIIe siècle, Charlevanne faisait partie de la seigneurie de La Celle, possession de l'abbaye de Saint-Germain des Prés.
C'est à La Chaussée que vécut mademoiselle de Blois de 1711 à 1716, fille légitimée de Louis XIV et de Louise de La Vallière. Elle fit construire dans sa propriété le pavillon de Blois classé au titre des Monuments historiques en 1980 (aujourd'hui dans propriété privée).
En 1716-1719, la seigneurie de La Chaussée, alors possédée par la famille Briçonnet, est réunie à celle de Bougival par le seigneur de cette dernière Joseph de Mesmes, maréchal de camp des armées du roi, son histoire est désormais celle de Bougival.

### Bougival
Au début du règne de Childebert, roi de Neustrie, le 25 avril 697, Adalrie, un grand personnage de l'époque, échange avec Valdromer ou Vualdromar 10e abbé de Saint-Germain-des-Prés, une terre de 9 bonniers à Marly contre un domaine situé dans le même lieu. Cet acte est daté de Bougival, alors appelé Beudechisilovalle et revêtu de nombreuses signatures dont celle de Childebert, Bougival faisant alors partie du domaine royal.
Le territoire de Bougival est érigé en plusieurs fiefs qui sont donnés par les rois à des officiers ou des familiers ainsi qu'a diverses abbayes. Les seigneurs de Marly, de la famille Montmorency et l'abbaye de Saint-Denis y possédaient plusieurs fiefs. Le premier seigneur de Bougival semble être Jean de Bougival qui aurait reçu en fief, vers 1240, de Bouchard II de Marly le moulin de Malport.
À la fin du XIIIe siècle, la seigneurie de Bougival appartient aux seigneurs de Poissy, avant de passer, au XIVe siècle, aux mains de la famille Le Lieure ou Le Lièvre seigneurs de Sèvres, Bescherel....
Au cours du XVIe siècle, elle est acquise par Gilles Bourdin procureur général au Parlement de Paris. En 1683, Louis XIV achète la terre de Bougival à la famille du comte d'Assy. La famille de Mesmes, qui possédait déjà une partie de la seigneurie de Bougival reçoit, du roi, au début du XVIIIe siècle la totalité de cette seigneurie ainsi que celle de La Chaussée et une grande partie de celles des environs. La famille de Mesmes possède alors presque la totalité de la commune actuelle de Bougival.
Le château de la famille de Mesmes était situé à La Chaussée, à l'emplacement de la maison qu'habita Odilon Barrot.
En 1636 et 1637, la peste ravage la région.
En 1709, on recense 139 feux à Bougival, le Dictionnaire universel de 1726 indique qu'il y avait 563 habitants et le seigneur de Doisy en 1745 dénombre 125 feux. Le 22 floréal an IX, Albert-Paul de Mesmes est reconnu seul héritier des biens de sa famille.
La machine de Marly qui acheminait l'eau de la Seine vers le parc du château de Versailles fut construite à Bougival. Elle a été inventée par Rennequin Sualem dont la sépulture se trouve dans l'église qui paraît dater du XIIe siècle.

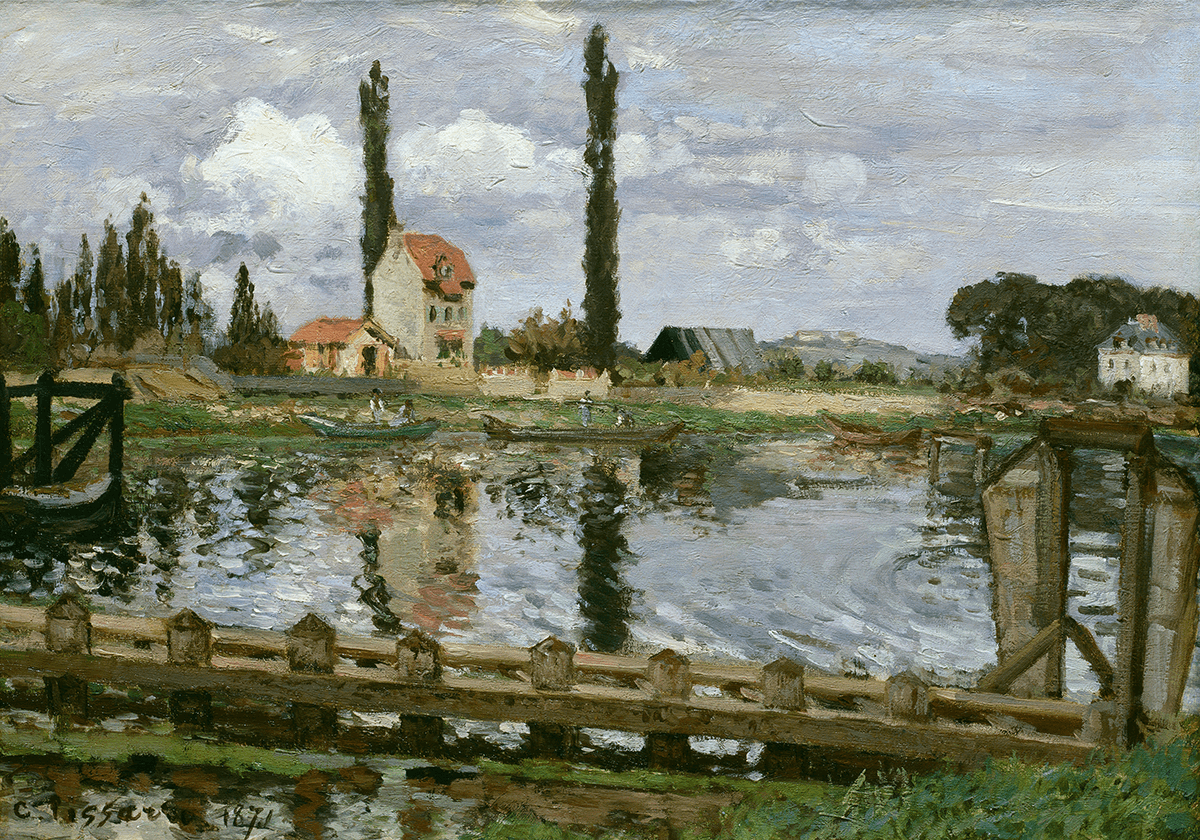
Aqueduc de la Machine de Marly à Bougival
Camille Pissarro, 1871
Musée d'art Nelson-Atkins, Kansas City.

En 1870, lors du siège de Paris par les Prussiens, de nombreux bombardements et violents combats se sont déroulés entre Buzenval et Bougival. Le pont de Bougival fut détruit par le génie militaire. La participation de plusieurs Bougivalais aux engagements a entraîné alors des représailles de la part des Prussiens, qui ont exécuté plusieurs civils.
Alphonse Daudet a immortalisé Bougival dans une nouvelle satirique, La Pendule de Bougival, d'abord publiée dans le journal Le Soir du 5 septembre 1871, reprise ensuite dans les Contes du lundi (1873). Elle évoque une pendule dérobée par des soldats bavarois à Bougival, emportée ensuite à Munich, d'où elle ensorcelle toute la Bavière.

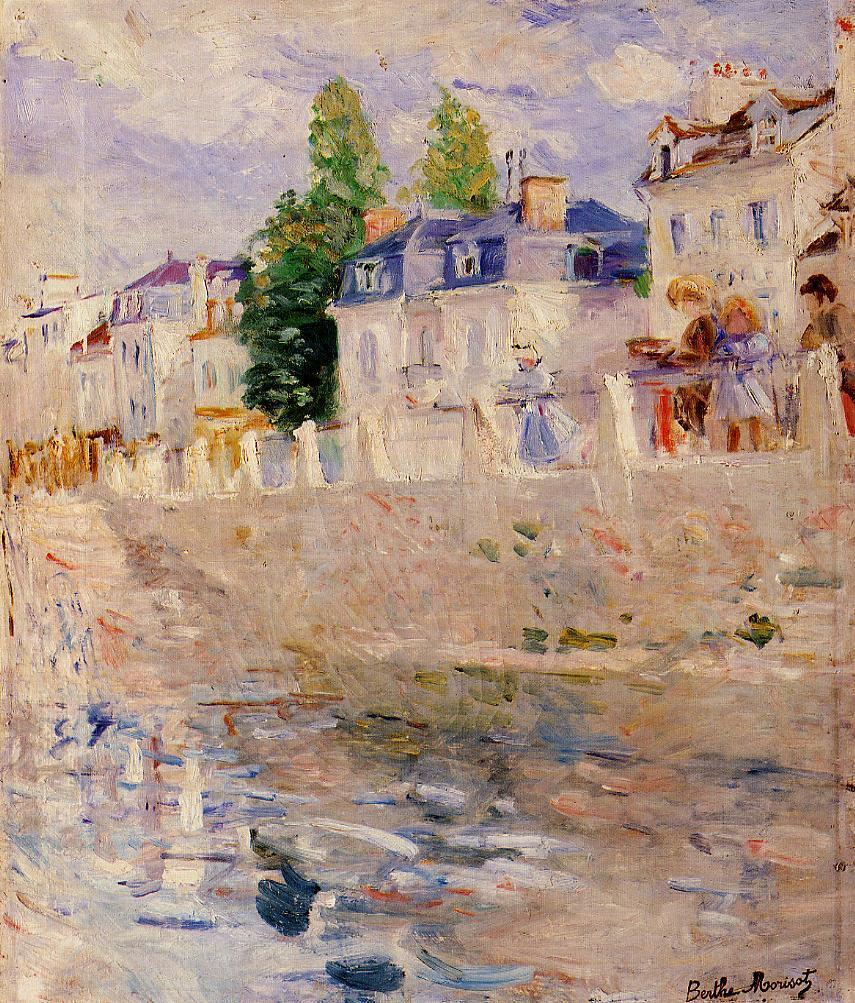
Le Quai de Bougival, 1883,
Berthe Morisot
Nasjonalgalleriet, Oslo.

## Politique et administration

### Rattachements administratifs et électoraux
Le 1er janvier 2017, la commune est rattachée à l'arrondissement de Versailles.

### Liste des maires
| Période       | Période                   | Identité         | Étiquette | Qualité |
| ------------- | ------------------------- | ---------------- | --------- | --- |
| 1945          | 1947                      | Marcel Provot    |           | |
| 1947          | 1950                      | Jacques Lamy     |           | |
| 1950          | 1963                      | André Féron      | DVD       | Démissionnaire |
| décembre 1963 | 1994                      | Patrice Vieljeux | DVD       | Président du CNFPT, maire honoraire Conseiller régional d'Île-de-France (1976 → 1986) Chevalier de la Légion d'honneur                                                                                   |
| 1994          | mars 2001                 | François Cafaro  |           | Retraité, maire honoraire |
| mars 2001     | 28 juin 2013              | Aline Pascal     | DVD       | Retraitée, maire honoraire Première adjointe au maire (1994 → 2001) Présidente de la CC des Coteaux de Seine (? → 2013) Chevalier de la Légion d'honneur et de l'Ordre national du Mérite Démissionnaire |
| juin 2013     | En cours (au 26 mai 2020) | Luc Wattelle     | DVD       | Retraité IBM, adjoint au maire (2008 → 2013) Vice-président de la CA Versailles Grand Parc Réélu pour le mandat 2020-2026                                                                                |

## Population et société

### Démographie

#### Évolution démographique
L'évolution du nombre d'habitants est connue à travers les recensements de la population effectués dans la commune depuis 1793. Pour les communes de moins de 10 000 habitants, une enquête de recensement portant sur toute la population est réalisée tous les cinq ans, les populations de référence des années intermédiaires étant quant à elles estimées par interpolation ou extrapolation. Pour la commune, le premier recensement exhaustif entrant dans le cadre du nouveau dispositif a été réalisé en 2007.

En 2022, la commune comptait 9 083 habitants, en évolution de +3,82 % par rapport à 2016 (Yvelines : +2,72 %, France hors Mayotte : +2,11 %).
| 1793 | 1800 | 1806 | 1821 | 1831  | 1836  | 1841  | 1846  | 1851  |
| ---- | ---- | ---- | ---- | ----- | ----- | ----- | ----- | ----- |
| 937  | 839  | 940  | 951  | 1 057 | 1 019 | 1 106 | 1 262 | 1 369 |

| 1856  | 1861  | 1866  | 1872  | 1876  | 1881  | 1886  | 1891  | 1896  |
| ----- | ----- | ----- | ----- | ----- | ----- | ----- | ----- | ----- |
| 1 806 | 2 104 | 2 316 | 2 086 | 2 309 | 2 896 | 2 948 | 2 823 | 2 730 |

| 1901  | 1906  | 1911  | 1921  | 1926  | 1931  | 1936  | 1946  | 1954  |
| ----- | ----- | ----- | ----- | ----- | ----- | ----- | ----- | ----- |
| 2 584 | 2 810 | 2 671 | 2 875 | 3 346 | 3 539 | 3 335 | 3 380 | 4 260 |

| 1962  | 1968  | 1975  | 1982  | 1990  | 1999  | 2006  | 2007  | 2012  |
| ----- | ----- | ----- | ----- | ----- | ----- | ----- | ----- | ----- |
| 7 296 | 8 444 | 8 599 | 8 473 | 8 552 | 8 432 | 8 418 | 8 416 | 8 498 |

| 2017  | 2022  | - | - | - | - | - | - | - |
| ----- | ----- | - | - | - | - | - | - | - |
| 8 699 | 9 083 | - | - | - | - | - | - | - |

#### Pyramide des âges
En 2018, le taux de personnes d'un âge inférieur à 30 ans s'élève à 37,2 %, soit en dessous de la moyenne départementale (38,0 %). De même, le taux de personnes d'âge supérieur à 60 ans est de 21,0 % la même année, alors qu'il est de 21,7 % au niveau départemental.
En 2018, la commune comptait 4 214 hommes pour 4 581 femmes, soit un taux de 52,09 % de femmes, légèrement supérieur au taux départemental (51,32 %).
Les pyramides des âges de la commune et du département s'établissent comme suit.
| Hommes | Classe d’âge | Femmes |
| ------ | ------------ | ------ |
| 0,3    | 90 ou +      | 1,0    |
| 5,6    | 75-89 ans    | 8,1    |
| 13,0   | 60-74 ans    | 13,8   |
| 21,3   | 45-59 ans    | 20,3   |
| 20,4   | 30-44 ans    | 21,6   |
| 16,0   | 15-29 ans    | 15,4   |
| 23,3   | 0-14 ans     | 19,8   |

| Hommes | Classe d’âge | Femmes |
| ------ | ------------ | ------ |
| 0,6    | 90 ou +      | 1,4    |
| 6      | 75-89 ans    | 7,8    |
| 13,5   | 60-74 ans    | 14,8   |
| 20,7   | 45-59 ans    | 20,1   |
| 19,6   | 30-44 ans    | 19,9   |
| 18,5   | 15-29 ans    | 16,8   |
| 21,2   | 0-14 ans     | 19,2   |

## Jumelages
Palmeira (Portugal)

### Manifestations culturelles et festivités
Festival de Bougival et des Coteaux de Seine, directeur artistique Jorge Chaminé, président du Centre européen de musique.

## Économie

### Revenus de la population et fiscalité
En 2010, le revenu fiscal médian par ménage était de 47 284 €, ce qui plaçait Bougival au 522e rang parmi les 31 525 communes de plus de 39 ménages en métropole.

## Culture locale et patrimoine

### Lieux et monuments

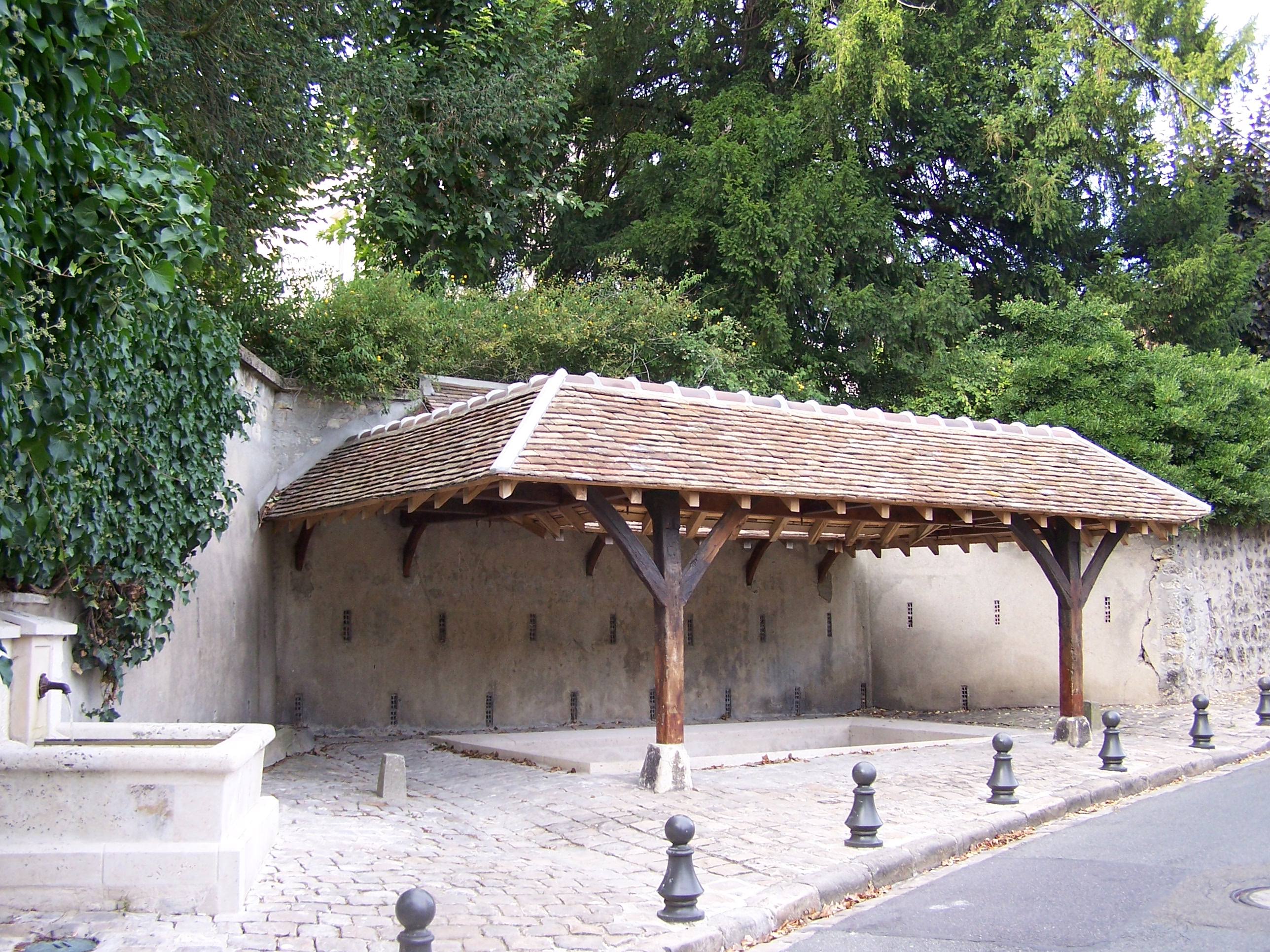
Le lavoir de Bougival.

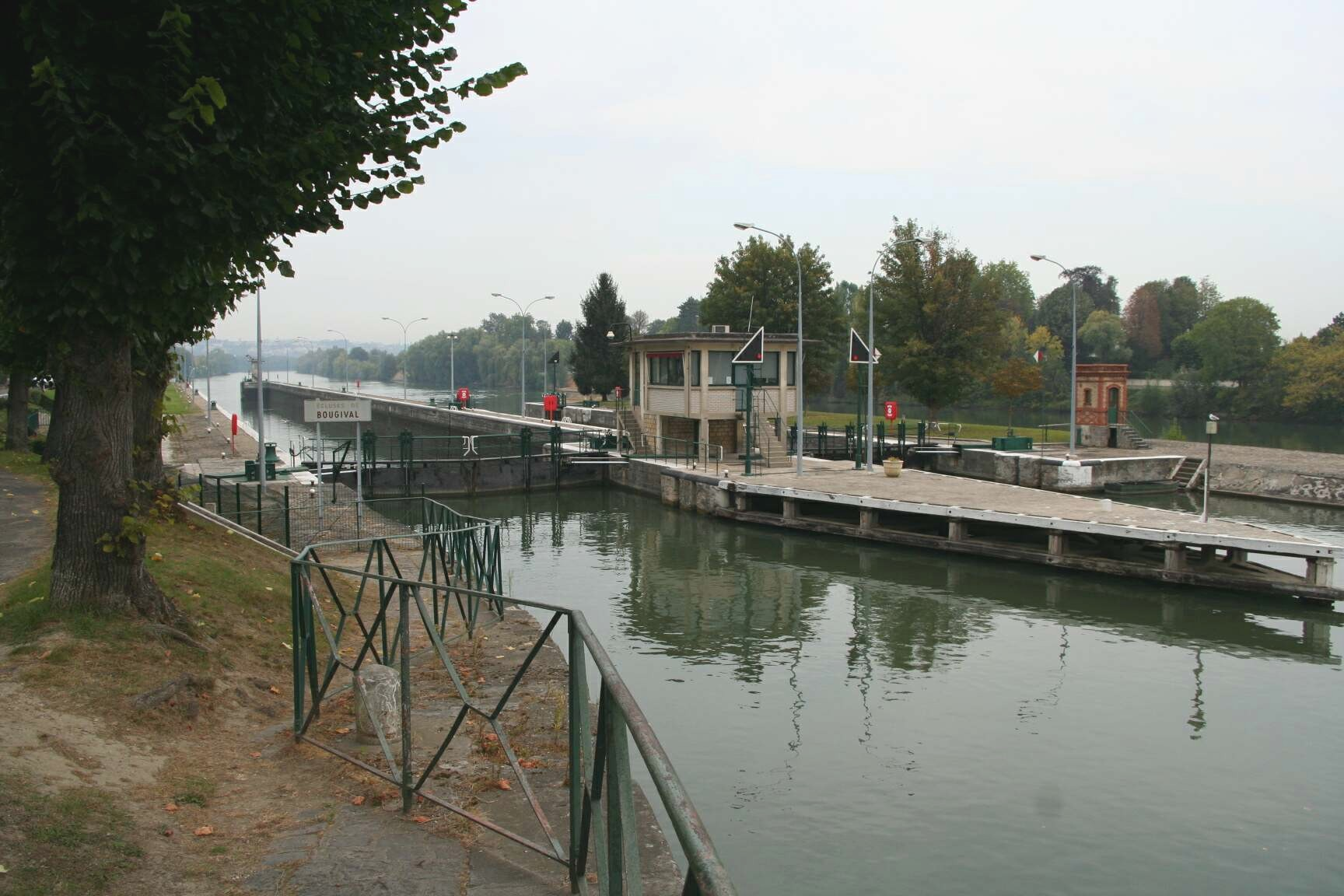
Les écluses de Bougival.

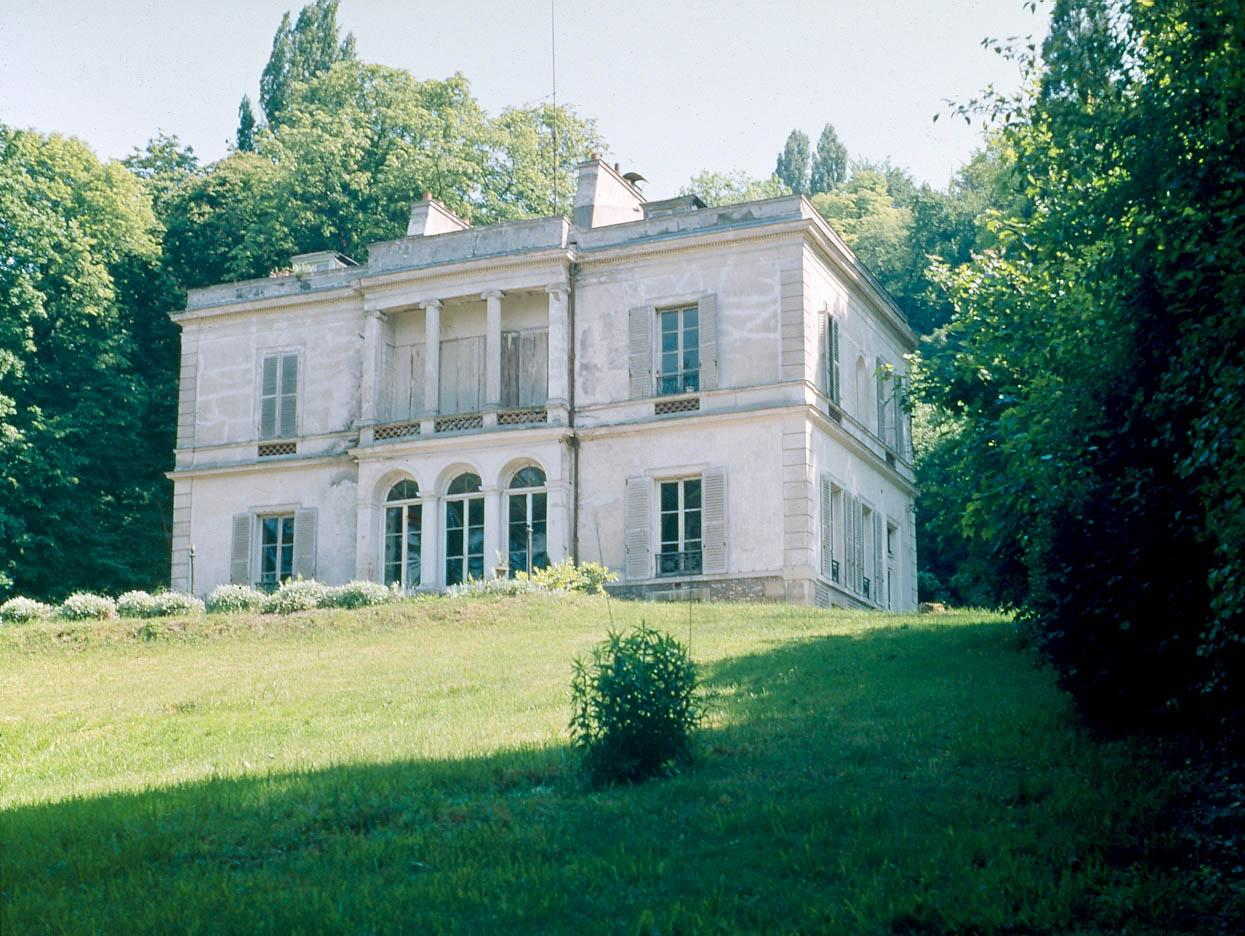
Bougival - La villa Viardot en 1975.

- La machine de Marly considérée comme la huitième merveille du monde de l'époque ; elle a fonctionné 120 ans (1684-1817), remplacée par la machine à vapeur de Martin et Cécile puis celle hydraulique de Dufrayer.
- L'église Notre-Dame[43] : église du XIIe siècle au clocher à flèche en pierre octogonale, en partie reconstruite au XIXe siècle, et avec des fonts baptismaux remarquables.
- Le château de la Jonchère[44] qui a accueilli de nombreux hôtes célèbres (Gabriel-Julien Ouvrard, comte de Tolstoï, Adolphe Thiers, le prince de Metternich, …).
- Les bâtiments du contrôleur des Eaux, d'époque de Louis XIV (quartier la Machine), quai Rennequin-Sualem.
- Le bâtiment Charles X de style néo-classique commencé sous Napoléon III qui abritait la machine à vapeur de Martin et Cécile (1817).
- Le lavoir dans le quartier Saint-Michel à proximité de Louveciennes.
- Le quartier Saint-Michel et ses maisons de vignerons colorées.
- La villa Viardot, dans la propriété des Frênes[45], ayant appartenu à la cantatrice Pauline Garcia-Viardot, qui l'avait achetée au docteur Jean Civiale.
- La datcha, construite par Ivan Tourgueniev et où il est décédé, en 1883, aujourd'hui Musée Ivan-Tourgueniev[46].
- Le cierge de Bougival est une œuvre artistique constituée de cire, située au chœur de l'église Notre-Dame, érigée par Martin Belorgey en l'honneur de ses concitoyens.
- La maison de Georges Bizet où le célèbre compositeur, qui louait cette maison au bord de la Seine, a orchestré Carmen et où il est mort le 3 juin 1875 après avoir pris un bain dans le fleuve.
- Les écluses de Bougival : la plus longue mesure 220 mètres.
- C'est dans l'île de Bougival qu'ont été peints certains des tableaux impressionnistes les plus célèbres tels que le Pont de Bougival de Claude Monet, le Quai de Berthe Morisot, sur la Terrasse ou les deux Sœurs et Danse à Bougival de Pierre Auguste Renoir. Ces lieux étaient activement fréquentés entre 1850 et 1900 par une clientèle parisienne en quête de loisirs populaires qui se rendait à l'auberge du Bal des Canotiers ou dancing des Canotiers[47] tous les dimanches d'été.
- Par ailleurs, cette île accueille un centre Emmaüs avec un important magasin de brocante.
- L'île de la Loge a été représentée par Alfred Sisley sur nombre de tableaux.
- La colonne commémorative des frères Montgolfier[48] qui date de 1817-1818 : il s'agit d'une stèle réalisée dans une propriété de 22,5 hectares par le comte Boissy d'Anglas, ancien conventionnel, membre du Sénat et pair de France, en souvenir de ses amis d'Annonay, les frères Montgolfier, inventeurs des aérostats. Jusqu'en 1968, une usine de transformation de la chaux, Le Blanc Minéral, se trouvait sur ce terrain.
- L'Aigle blessé de Waterloo, dans le parc de la mairie, réplique de la sculpture de Jean-Léon Gérôme qui vécut à Bougival.
- Le cimetière de Bougival, rue Georges-Bizet, abrite les tombes de plusieurs personnalités.

### Peinture impressionniste

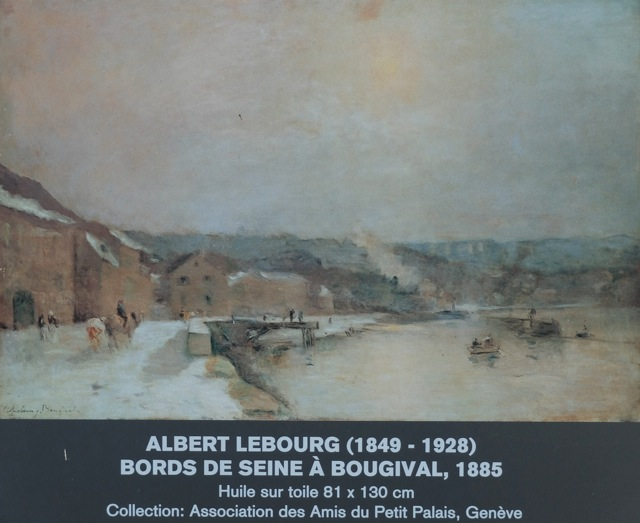
Reproduction de Bords de Seine à Bougival par Albert Lebourg sur un parcours du Pays des Impressionnistes.

En 2002, pour entretenir l'héritage culturel laissé par les Impressionnistes dans les Yvelines, Bougival, avec huit autres communes riveraines de la Seine, Carrières-sur-Seine, Chatou, Croissy-sur-Seine, Louveciennes, Marly-le-Roi, Le Port-Marly, Le Pecq et Noisy-le-Roi, crèe le label et la structure « Pays des Impressionnistes ».

### Personnalités liées à la commune

#### Personnes célèbres ayant résidé à Bougival

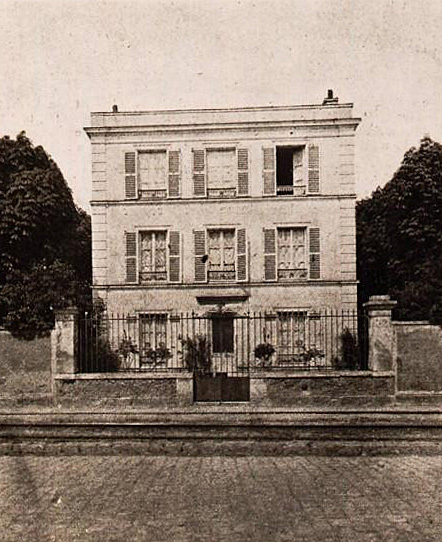
La maison de Georges Bizet (1900).

- Jean Sandras, interprète en langues germaniques et diplomate[50] au service de Catherine de Médicis, Henri III et Henri IV, mort en mars 1594, y possédait un manoir à la Croix aux Vents et un moulin sur la Drionne, en face de l'église, ainsi que des vignes, qu'il tenait de son père Raoul Sandras, maître-apothicaire à Paris. Il est le père de Joachim Sandras, sieur de Billouard, premier propriétaire du château de La Celle-Saint-Cloud[51].
- Georges d'Avenel, historien, y a vécu et y est mort en 1939. Sa tombe est visible au cimetière.
- Odilon Barrot.
- Georges Bizet y a vécu les dernières années de sa vie dans une maison située sur les bords de la Seine et qu'il avait louée, appréciant le calme et la tranquillité que lui offrait le site bougivalais. Il y a achevé la composition de son opéra Carmen. Il y est décédé le 3 juin 1875.
- Marie-Anne de Bourbon (1666-1739), 1re Mademoiselle de Blois, à Charlevanne.
- Geoffroy Cœur échanson de Louis XI seigneur de La Chaussée.
- François Debergue.
- Gabrielle d'Estrée, à Charlevanne.
- Pauline Garcia-Viardot.
- Yves Criou a reçu le titre de Juste parmi les nations par le comité pour Yad Vashem, dont les noms figure sur le Mur d'honneur du Jardin des Justes à Jérusalem, mais également à Paris, dans l'Allée des Justes, près du mémorial de la Shoah, rue Geoffroy-l'Asnier.
- Mistinguett y a vécu[52] une trentaine d'années. Elle est décédée à Bougival en 1956.
- Gaby Morlay.
- Rollon, à Charlevanne.
- Rennequin Sualem, inventeur de la machine de Marly.
- Ivan Tourgueniev, l'un des plus grands écrivains russes, parfait francophone comme ses confrères, y a vécu et s'y est fait construire une maison (datcha) où il est mort en 1883. Tourgueniev était l'ami de tous les plus grands écrivains russes et français de son époque. Sa seule fille, qu'il eût avec une de ses serves, fut adoptée par le couple d'artistes VIARDOT, avec qui il vécut.
- René Doumic, directeur de la Revue des deux Mondes.
- Pedro Miguel Pauleta, footballeur au Paris Saint-Germain de 2003 à 2008[53].
- Albert Camus, écrivain, a vécu à Bougival en 1945.

#### Les peintres de Bougival
- Jean-Léon Gérôme vécut sur le quai Boissy-d'Anglas.

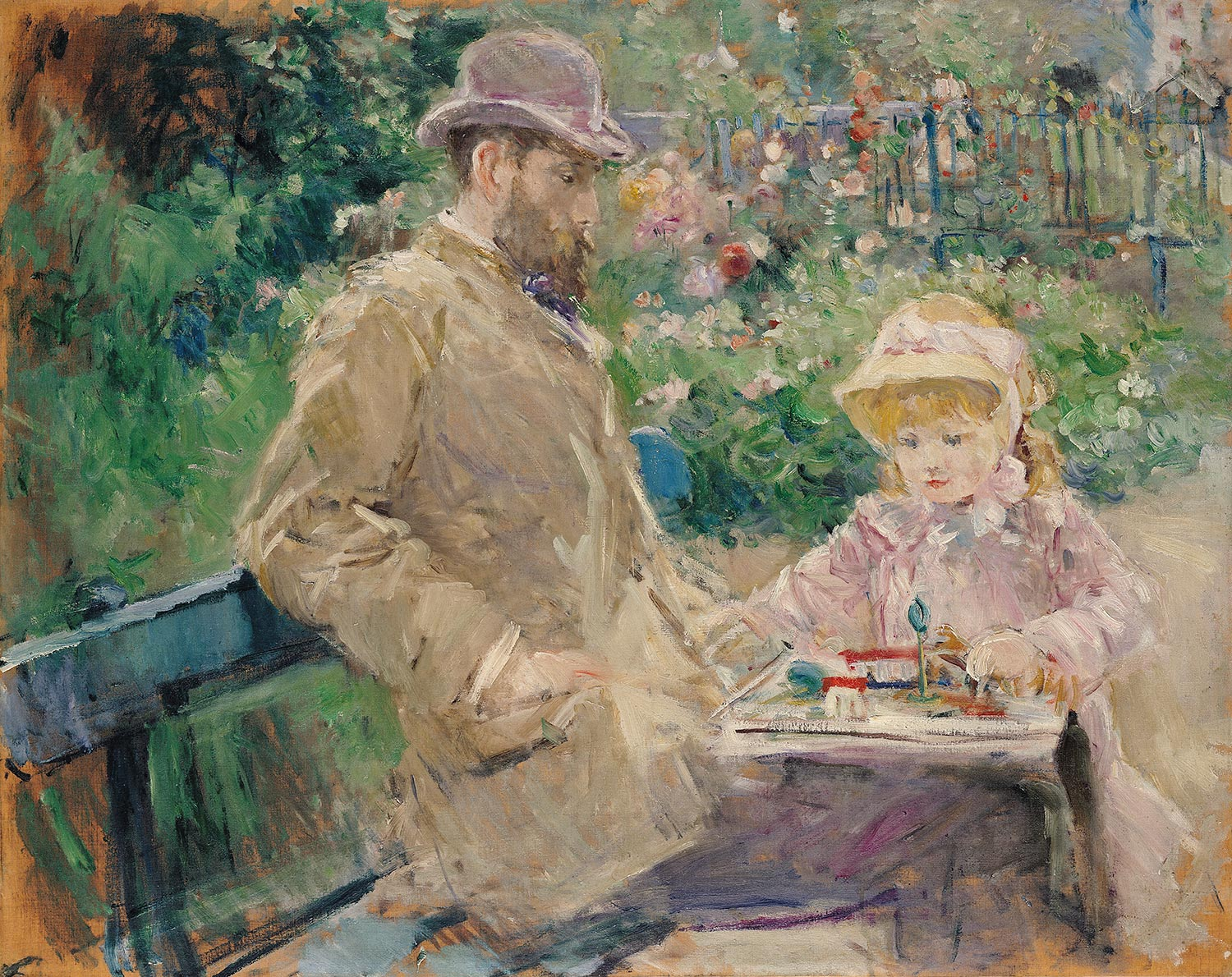
Eugène Manet et sa fille dans le jardin de Bougival,
Berthe Morisot, 1881,
musée Marmottan.

- Charles Léon et Paul Auguste Léon Méry sont nés à Bougival.
- Claude Monet vécut au hameau Saint-Michel.
- Berthe Morisot vécut à Bougival les étés de 1881 à 1884.
- Camille Pissarro peignit les bords de Seine de Bougival.
- Maurice de Vlaminck vécut au hameau Saint-Michel. Il a notamment peint Bougival et Restaurant de la Machine à Bougival vers 1905.
- Auguste Renoir.
- Alfred Sisley.
- Georges Régnault (1898-1979).
- Marie-Françoise de L'Espinay.
- Émile Lambinet  vécut à Bougival 150 rue de l'Église, actuelle rue Jomard.

#### Personnalités contemporaines
- Frank Alamo
- Pierre Alechinsky
- Jean-Louis Aubert
- Benjamin Castaldi
- Darco
- Gérard Depardieu
- Julie Depardieu
- Philippe Katerine
- Guillaume Depardieu
- Laurent Garnier
- Layvin Kurzawa
- Neymar Jr, attaquant brésilien du Paris Saint-Germain[55], à partir de 2017.
- Ronaldinho

### Héraldique
| Armes de Bougival | Les armes de Bougival se blasonnent ainsi : de gueules à un prunier terrassé d'argent fruité d'or, au chef du même chargé d'un croissant de sable. |

### Dans la fiction
La commune de Bougival est le théâtre de l’assassinat de la veuve Lerouge dans le roman L'Affaire Lerouge (1865) d'Émile Gaboriau.
Bougival est aussi le lieu où viennent se réfugier les amoureux Armand Duval et Marguerite Gautier, dans le roman La Dame aux camélias d′Alexandre Dumas fils.
Bougival a donné son nom à la célèbre nouvelle d'Alphonse Daudet La pendule de Bougival, publiée dans le journal Le Soir du 5 septembre 1871, et reprise dans les Contes du lundi. La nouvelle s'inscrit dans le contexte des pillages commis par des soldats bavarois et prussiens autour de Paris durant la guerre de 1870-1871.